# Lois Nettleton
Lois June Nettleton (ur. 16 sierpnia 1927 w Oak Park, zm. 18 stycznia 2008 w Woodland Hills, Los Angeles) – amerykańska aktorka teatralna, filmowa i telewizyjna.